# Kęstutis Bartkevičius
Kęstutis Bartkevičius (ur. 2 marca 1961 roku w Możejkach) – litewski polityk i ekonomista. Absolwent (1985) Uniwersytetu Wileńskiego, kierunku ekonomia.

## Życiorys
Początkowo (2002–2006) K. Bartkevičius należał do partii Liberalnych Demokratów (lit. Liberalų demokratų).  Od 2006 roku członek partii Porządek i Sprawiedliwość (lit. Tvarka ir teisingumas).
W latach 1997–2000 oraz 2003–2011 członek Rady Miejskiej gminy Możejki. W latach 2011–2012 zastępca burmistrza miasta Możejki (funkcję tę pełnił również w latach 2002–2007).
Od 2012 roku zastępca przewodniczącego Komitetu ds. Budżetu i Finansów, członek Komisji ds. Gospodarki Morskiej i Rybołówstwa, członek Sejmu Republiki Litewskiej, poseł do parlamentu Republiki Litewskiej i rady Najwyższej Ukrainy, z ramienia litewskiej partii politycznej Porządek i Sprawiedliwość.
K. Bartkevičius to również członek: Stowarzyszenia Przedsiębiorców Możejek, Prezydium Litewskiej Konfederacji Biznesu „ICC Lietuva”, Klubu Liderów w Kłajpedzie, Stowarzyszenia Przemysłowego w Kłajpedzie oraz Zarządu Izby Przemysłowo-Handlowej w Szawlach (w latach 2002–2007 oraz 2009–2011).

## Odznaczenia
- Medal Rady Bałtyckiej – 2018[3]